# 이민성
이민성(李敏成, 1973년 6월 23일 ~ )는 대한민국의 전직 축구 선수로, 포지션은 수비형 미드필더, 센터백였으며 현재 대한민국 U-23의 감독이다.
경기도 시흥군 서면 출생으로 서울시흥국민학교, 문일중학교, 문일고등학교, 아주대학교를 졸업했다. 외모가 아랍인을 닮았다고 하여 '하산'이라는 별명이 붙었다. 똑똑하다는 이유로 '민똘'이라는 애칭을 부여하기도 하였다.

## 구단 경력
1996년 부산 대우 로얄즈에서 데뷔하여, 1997년 K-리그 우승에 공헌하였다. 1999년 상무에 입대해 2001년 6월 군복무를 마치고 부산 아이콘스에 복귀하였고, 1년 재계약을 체결했다. 2003년 포항 스틸러스로 이적하여, 수비형 미드필더를 맡으며 2004년 K-리그 준우승에 공헌하였다. 2005년 FC 서울로 이적하여 중앙 수비수를 맡았고, 2006년 4월 8일 울산 현대 호랑이와의 K-리그 8라운드 경기에서 프로 통산 200경기 출장 기록을 세웠다. 2007년부터 수비형 미드필더로 포지션을 변경했다. 4월 4일 경남 FC와의 원정경기에서 무릎 십자인대가 파열되는 중상을 입어 6개월간 경기에 뛸 수 없다는 진단을 받았고, 3개월간 독일에서 재활치료를 받다가 동년 7월에 귀국했다. 2008년 K-리그 준우승에 공헌하였고, 시즌이 끝난 뒤 은퇴하였다.
2010년부터 내셔널리그에 참가하는 용인시청 축구단의 초대 감독 정광석의 권유로 용인시청에 입단하여 플레잉코치로 활약하게 되며 축구계에 복귀하여 1시즌간 활약하였다.

## 국가대표팀 경력
1995년 2월 19일, 다이너스티컵에서 중국과의 경기로 A매치 데뷔전을 치렀다. 이후, 1998년 FIFA 월드컵과 2002년 FIFA 월드컵 등에 출전했다. 국가대표 첫 득점은 1997년 9월 28일 도쿄 대첩으로 알려진 일본과의 1998년 FIFA 월드컵 아시아 지역 예선 최종라운드로 이 경기에서 극적인 역전골을 터뜨리며 대한민국의 월드컵 4회 연속 본선 진출에 힘을 보탰다.

## 지도자 경력
용인시청에서 플레잉 코치 직을 맡으며 지도자 경력을 시작하였다. 2012년엔 이장수 감독을 따라 광저우 헝다에서 잠시 코치직을 맡았다. 같은 해 6월에 강원 FC의 코치로 선임되며 "2006년부터 2008년까지 3년 간 FC 서울에서 이을용 코치와 함께 뛰었다"며 "당시의 인연과 호흡을 기억하며 선수들을 열심히 지도하고 싶다"고 밝혔다.
2013년부터 2014년까지 전남 드래곤즈 코치로 역임하였다.
2015년부터 울산 현대 수석 코치로 재임하다가 2016년 중 이장수 감독이 역임중인 창춘 야타이 수석코치로 부임하였다.
2018년 3월 5일, 김학범 감독이 이끄는 대한민국 U-23 축구 국가대표팀의 수석 코치로 부임하였다.
2021 시즌을 앞두고 K리그2의 대전 하나 시티즌의 감독으로 부임했다.
2024년 시즌 중 자진 사퇴를 했다.

## 경력 목록

### 클럽 경력
- 1996년 ~ 1998년 부산 대우 로얄즈
- 1999년 ~ 2000년 상무 (군 복무)
- 2001년 ~ 2002년 부산 아이콘스
- 2003년 ~ 2004년 포항 스틸러스
- 2005년 ~ 2008년 FC 서울
- 2010년 용인시청 축구단

### 국가대표팀 경력
- 1998년 FIFA 월드컵 대표
- 2000년 AFC 아시안컵 대표
- 2002년 FIFA 월드컵 대표
- 2004년 AFC 아시안컵 대표

## 수상 내역

### 개인
- 1987년 서울시장배 대회 득점왕 수상
- 2002년 자황컵 체육대상 남자 최우수상 수상
- 2002년 체육훈장 맹호장
- 2004년 K-리그 올스타 선정

### 클럽

#### 부산 아이콘스
- K-리그 우승 1회 (1997년)
- 아디다스 컵 우승 2회 (1997년)
- 아디다스 컵 준우승 1회 (2001년)
- 프로스펙스 컵 우승 1회 (1997년)
- 필립모리스 컵 우승 1회 (1998년)

#### 포항 스틸러스
- K리그 준우승 1회 (2004년)

#### FC 서울
- K리그 준우승 1회 (2008년)
- 삼성 하우젠 컵 우승 1회 (2006년)
- 삼성 하우젠 컵 준우승 1회 (2007년)

### 국가 대표팀
- 2000년 AFC 아시안컵 3위

## 같이 보기
- 대한민국 축구 국가대표팀
- 도쿄 대첩

## 참고 자료
- HOT PEOPLE -‘나는 여전히 미래를 설계중이다’ , FC 서울 이민성